# Euphranta canadensis
Euphranta canadensis är en tvåvingeart som först beskrevs av Friedrich Hermann Loew 1873.  Euphranta canadensis ingår i släktet Euphranta och familjen borrflugor. Inga underarter finns listade i Catalogue of Life.